# Microlepta
Microlepta es un género de insecto coleóptero de la familia Chrysomelidae.

## Especies
Las especies de este género son:
- Microlepta celebensis (Jacoby, 1886)
- Microlepta coeruleipennis Jacoby, 1886
- Microlepta fulvicollis (Jacoby, 1896)
- Microlepta luperoides Weise, 1912
- Microlepta marginata Mohamedsaid, 1997
- Microlepta pallida (Jacoby, 1894)
- Microlepta palpalis (Jacoby, 1894)
- Microlepta tibialis Jacoby, 1894